# Der Preis der Gefühle
Der Preis der Gefühle (Originaltitel: The Good Mother) ist ein US-amerikanisches Filmdrama des Schauspielers und Regisseurs Leonard Nimoy aus dem Jahr 1988. Der Film basiert auf einem Roman von Sue Miller.

## Handlung
Anna Dunlap ist alleinerziehende Mutter der kleinen Molly. Der Kindsvater und Ex-Ehemann Annas, Brian, beansprucht das alleinige Sorgerechts für sich, nachdem Molly ihm erzählt hat, sie sei von Annas Liebhaber, dem irischstämmigen Künstler Leo Cutter, sexuell missbraucht worden.
Anna besucht ihre Großeltern und bittet um Geld für den Anwalt. Die Beziehung von Anna und Leo leidet sehr unter den Vorwürfen und geht mit dem Ende des Gerichtsverfahrens in die Brüche. Brian bekommt das Sorgerecht für Molly.

## Kritiken
Der Kritiker Roger Ebert schrieb am 4. November 1988 in der Chicago Sun-Times, der Film sei konfus. Die Autoren hätten eine Botschaft zu vermitteln, aber keine Idee, wie sie es tun sollten. Von den Schauspielern lobte er nur Jason Robards.

„Eindrucksvoll gespieltes Melodram, das sich nach einem etwas zähen Anfang dramaturgisch steigert. Ein von den gesellschaftlichen Dimensionen her freilich sehr konservativer Film, der weibliche Selbstverwirklichung und Muttersein als unvereinbar darstellt.“